# Fritz Reinhardt (SS-Mitglied)

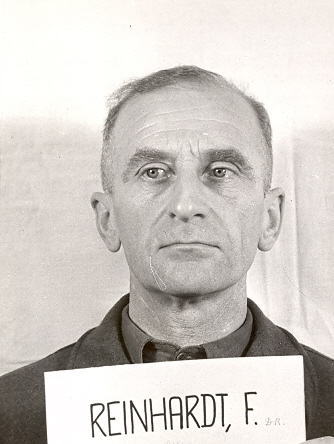
Fritz Reinhardt als Zeuge bei den Nürnberger Prozessen.

Friedrich Rudolph (Fritz) Reinhardt (* 27. September 1898 in Kassel; † 30. September 1965 in Stade) war ein deutscher NS-Agrarfunktionär, SS-Funktionär und Zeuge in den Nürnberger Prozessen.

## Leben und Wirken
Nach dem Schulbesuch nahm Reinhardt von 1916 bis 1918 als Kriegsfreiwilliger am Ersten Weltkrieg teil, in dem er mit dem Eisernen Kreuz 2. Klasse ausgezeichnet wurde.
Nach dem Krieg studierte Reinhardt Landwirtschaft an der Universität Halle/Salle. Er schloss sein Studium im Juli 1923 als Diplomlandwirt ab. Nach dem bestandenen Staatsexamen wurde Reinhardt Versuchsringsleiter im sächsischen Trossin und Beamter (Sachbearbeiter für Versuchswesen und Bäuerliche Wirtschaftsberatung in der Ackerbau-Abteilung) der Landwirtschaftskammer der Provinz Sachsen in Halle (Saale).
Zum 1. Januar 1929 trat Reinhardt in die NSDAP ein (Mitgliedsnummer 109.707) und am 15. September 1935 in die SS (SS-Nummer 166.846), in der er bis zum Sturmbannführer befördert wurde.
Von 1929 bis 1934 arbeitete Reinhardt im landwirtschaftlichen Beratungsdienst der Landwirtschaftlichen Abteilung der I.G. Farben.
Im Jahr 1932 wurde Reinhardt an der Uni Halle zum Dr. rer. nat. promoviert.
Seit 1934 war Reinhardt im Landwirtschaftsministerium als Referent des Staatssekretärs Herbert Backe tätig. Als Angehöriger des Stabes beim Rasse- und Siedlungshauptamt wurde er am 9. November 1936 zum SS-Obersturmführer und am 11. September 1938 zum SS-Hauptsturmführer befördert.
Von 1935 bis 1937 wurde Reinhardt als Hauptabteilungsleiter der Landesbauernschaft nach Schleswig-Holstein versetzt. Anschließend war er persönlicher Referent des Reichsobmanns im Reichsnährstand, Gustav Behrens.
Im Mai 1938 arbeitete Reinhardt im Rasse- und Siedlungs-Hauptamt (RuSHA) der SS, im Oktober 1939 kam er zum Chef des Landwirtschaftlichen Stabes beim Oberverwaltungschef des Reichsministers Hans Frank in Posen.
Der Reichslandwirtschaftsrat (RLR) Reinhardt wurde Ende 1941 oder im Januar 1942 zum Reichsnährstandsrat ernannt.
Zu Beginn des Zweiten Weltkriegs wurde Reinhardt als Sonderführer zum Heer einberufen und zum Generalquartiermeister abkommandiert. Nach der deutschen Besetzung Frankreichs im Sommer 1940 wurde er als Militärverwaltungsvizechef zum Leiter der Abteilung „Ernährung und Landwirtschaft“ beim Militärbefehlshaber Frankreich ernannt, die er bis zum Ende der Besatzung im Herbst 1944 führte. Während dieser Zeit wurde er im November 1943 mit dem Ritterkreuz des Kriegsverdienstkreuzes mit Schwertern ausgezeichnet, da „er verantwortlich die landwirtschaftliche Erzeugung und die Versorgung mit Nahrungsmitteln des französischen Volkes und der deutschen Besatzungsarmee geleitet und damit einen kriegsentscheidenden Beitrag geleistet hat.“
Bei Kriegsende geriet Reinhardt in alliierte Kriegsgefangenschaft. In der Folge wurde er als Zeuge bei den Nürnberger Prozessen verhört. Später wurde er im Interniertenlager Kornwestheim entnazifiziert.

## Beförderungen
- 15. September 1935: SS-Untersturmführer (Ernennung)
- 9. November 1936: SS-Obersturmführer
- 11. November 1939: SS-Hauptsturmführer
- 9. November 1943: SS-Sturmbannführer
- 1944: SS-Standartenführer
- 30. Januar 1945: SS-Obersturmbannführer